# Kamalapura, Arsikere
Kamalapura là một làng thuộc tehsil Arsikere, huyện Hassan, bang Karnataka, Ấn Độ.